# Distrito de Abelardo Pardo Lezameta
El distrito de Abelardo Pardo Lezameta, más conocido como distrito de Llaclla, es uno de los quince que conforman la provincia de Bolognesi ubicada en el departamento de Ancash en el Perú. Limita al norte con el distrito de Ticllos y el distrito de Chiquián, al este con el distrito de La Primavera, al sur con el distrito de Canis y al oeste con el distrito de San Miguel de Corpanqui.
El nombre del distrito honra al destacado político chiquiano Abelardo Pardo Lezameta quien aportó desde sus cargos al desarrollo de la actual provincia de Bolognesi.

## Historia
El distrito fue creado el 9 de enero de 1956 mediante Ley N.º 12534, en el gobierno del presidente Manuel A. Odría.

## Geografía
Tiene una superficie de 11,31 km² y una población estimada mayor a 250 habitantes. Su capital es el centro poblado de Llaclla.

## Autoridades

### Municipales
- 2015 - 2018[1]
  - Alcalde: Pedro Aderian Alvarado Hidalgo, Partido democrático Somos Perú.
- 2011-2014[2]
  - Alcalde: Enrique Ostos Retuerto, Partido Perú Posible (PP).

2019-hasta la actualidad 
- - Alcalde: Pedro River Gomero Alvarado (Río Santa Caudaloso).

### Religiosas
- Parroquia San Francisco de Asís de Chiquián[3]
- parroquia "San pedro de Ticllos"

```
párroco Andrés Torresan Borsato
```

## Festividades
- fiesta patronal del señor de mayo, festejado el 3 de mayo, con la danza costumbrista de los negrito de Llaclla.